# Contea di Cook (Minnesota)
La contea di Cook in inglese Cook County è una contea dello Stato del Minnesota, negli Stati Uniti. La popolazione al censimento del 2000 era di 5 168 abitanti. Il capoluogo di contea è Grand Marais.

## Contee e distretti confinanti
- Distretto di Thunder Bay (Ontario, Canada) - nord-est
- Contea di Keweenaw (Michigan) - est
- Contea di Ontonagon (Michigan) - sud-est
- Contea di Ashland (Wisconsin) - sud
- Contea di Lake - ovest
- Distretto di Rainy River (Ontario, Canada) - nord-ovest

## Comuni
L'unica city incorporata è Grand Marais, il capoluogo di contea.